# Zara Whites
Zara Whites ('s-Gravendeel; 8 de novembre de 1968) és una actriu pornogràfica el veritable nom de la qual és Esther Kooiman.
Zara Whites va abandonar l'escola molt joveneta i es va traslladar amb el seu xicot quan tenia 17 anys. Durant els seus anys adolescents va treballar com a cambrera i als 19 anys, com a prostituta en dos clubs masculins a Rotterdam.

## Carrera en la pornografia
Al 1989 es va traslladar a Itàlia, on es va convertir en una cin cin girl al programa de televisió Colpo grosso on era la cirera. Posteriorment es va convertir en l'amant d'un comte italià, i després de separar-se amb ell es va traslladar a París. A París va posar en sessions de fotos per a Playboy i Penthouse després va participar en la pel·lícula porno Ultimate Workout de Buttman. El 1991 es va convertir en una estrella gràcies a la pel·lícula Rêves de cuir.
El 1992 va estar breument casada amb l'actor porno italià Roberto Malone i va reorientar la seva carrera cap a papers no sexuals en porno tou amb una sèrie de televisió francesa per a M6, Joy. El 1998 va tornar al porno dur amb la pel·lícula lèsbica La Dresseuse dirigida per Alain Payet.

## Campanya de defensa dels drets dels animals
Ha aparegut en diversos programes de televisió francesos en temes com les eleccions legislatives franceses de 2007 i la cuina vegetariana com a activista dels drets dels animals i vegetariana. El 10 de juliol de 2007, va caminar nua per Rotterdam com a truc publicitari per a PETA.
El 2006 va publicar la seva autobiografia, titulada Je suis Zara Whites mais je me soigne.
Va ser nominada a la campanya electoral francesa del 2007 amb el nom d'Esther Spincer.

## Obres
- Zara Whites (1992). Ma vie et mes fantasmes – Jean-Claude Lattès – ISBN 2-7096-1147-3 (NOTE: in French).
- Zara Whites (2006), Je suis Zara Whites mais je me soigne – Jean-Claude Gawsewitch – ISBN 2-35013-054-1 (NOTE: in French).

## Filmografia
- Challenge (1989)
- Anal Nation 1 (1990)
- As Dirty as She Wants to Be (1990)
- Bruce Seven's Most Graphic Scenes 1 (1990)
- Buttman's Ultimate Workout (1990)
- Catalina Five-0: Sabotage (1990)
- Catalina Five-0: Tiger Shark (1990)
- Catalina Five-0: Undercover (1990)
- Desire (1990)
- Gorgeous (1990)
- House of Dreams (1990)
- Model Wife (1990)
- Secrets (1990)
- Adult Video News Awards 1991 (1991)
- Amy Kooiman (1991)
- Beach Party (1991)
- Blue Angel (1991)
- Buttman's European Vacation 1 (1991)
- Casual Sex (1991)
- Crossing Over (1991)
- Curse of the Cat Woman (1991)
- Heavy Petting (1991)
- Indiscretions (1991)
- Italian Inferno (1991)
- Journey into Darkness (1991)
- Kiss it Goodbye (1991)
- Lady Vices (1991)
- Leather Dreams (1991)
- Lethal Woman (1991)
- Mark Of Zara (1991)
- More Dirty Debutantes 7 (1991)
- Mystery of Payne (1991)
- Nurse Nancy (1991)
- Object of Desire (1991)
- Obsession (1991)
- Postcards From Abroad (1991)
- Potere (1991)
- Private Affairs 1 (1991)
- Sophisticated Lady (1991)
- Titillation 3 (1991)
- Wicked Fascination (1991)
- Zara's Revenge (1991)
- Adult Video News Awards 1992 (1992)
- Andrew Blake's Girls (1992)
- Bad Girls 2 (1992)
- Buttman's Butt Freak 1 (1992)
- French Open (1992)
- Tutta una vita (1992)
- Ready Willing And Anal (1992)
- Secret Fantasies 2 (1992)
- Spellbound (1992)
- Taste of Zara (1992)
- Best of Andrew Blake (1993)
- Compendium Of Bruce Seven's Most Graphic Scenes 2 (1993)
- Compendium Of Bruce Seven's Most Graphic Scenes 4 (1993)
- Naughty Nurses (1993)
- Sarah Young's Private Fantasies 17 (1993)
- Legend (1995)
- L'intesa (1995)
- Amsterdam Nights 2 (1996)
- Triple X 15 (1996)
- Buttman's Award Winning Orgies (1997)
- Lovin' Spoonfuls 9: More Best of Dirty Debutantes (1997)
- Sextasy 9: Eager Beavers (1998)
- Betisier du X 1 (1999)
- Dresseuse (1999)
- Entre femmes (1999)
- Lovin' Spoonfuls 25 (1999)
- Buttman's Early Scenes with Rocco (2000)
- Divina (2001)
- Dirty Debutantes: Best Scenes 2 (2004)
- Great White North 1 (2005)
- Four Legged Frolic (2006)
- Swedish Erotica 92 (2007)
- Gallop on His Pole (2008)

## Premis
- AVN awards (1992) AVN Award for Best Group Sex Scene (vídeo) amb Rocco Siffredi i Silver pel vídeo Buttman's European Vacation[8]
- XRCO Award (1992) XRCO awards for Best Group Scene amb Rocco Siffredi i Silver pel vídeo Buttman's European Vacation[9]
- Hot d'Or (1992) millor actriu estrangera per Rêves de cuir.
- Hot d'Or d'Honneur (1994)
- Premi Turia a la millor actriu porno europea (2001)[10]